# 다니엘 존스턴
다니엘 데일 존스턴(Daniel Dale Johnston, 1961년 1월 22일 ~ 2019년 9월 11일)은 미국의 싱어송라이터이자 시각 예술가로 로-파이, 얼터너티브 음악계에서 추앙받는 인물이다. 대부분의  곡들을 집에서 혼자 카세트 녹음기에 녹음했으며 종종 그의 음악은 "순수함"과 "순진함" 같은 단어들로 표현된다.
존스턴은 정신요양시설에 장기 입원하기도 했었고 조울증 진단을 받았었다. 1980년대 텍사스주 오스틴의 한 맥도널드 햄버거 가게에서 일하면서 자신의 음악을 녹음한 테이프들을 돌렸고 팬들이 생기기 시작했다. 열광적 추종자들이 생기게 된 것은 너바나의 커트 코베인이 존스톤이 직접 그린 1983년 앨범 《Hi, How Are You》의 커버가 담긴 티셔츠를 입은 것이 알려지면서였다.
음악 이외에도 시각 예술가로서 그의 작품들은 전세계적으로 여러 갤러리에서 전시되기도 했다. 2005년에는 정신질환과 싸우는 그의 삶을 다룬 <The Devil and Daniel Johnston>이라는 제목의 다큐멘터리가 나오기도 했다. 2019년 사망했으며 사인은 심장마비로 여겨지고 있다.

## 어린 시절
다니엘 존스턴은 캘리포니아의 새크라멘토에서 태어났고 웨스트 버지니아의 뉴 컴버랜드에서 성장했다. 아버지는 윌리엄 데일 "빌" 존스턴(1992년-2017년), 어머니는 마벨 루스 보일스 존스턴(1923-2010년)으로 그는 다섯 자녀 중 막내였다. 1970년대 말부터 그는 59달러짜리 산요 모노 붐박스에다 피아노나 코드 오르간을 연주하며 노래를 녹음하기 시작했다. 오크 글렌 고등학교를 졸업하고 서부 텍사스에 있는 애빌린 크리스찬 대학에 몇 주 다니다가 중퇴하였고 이후 켄트 주립대학의 이스트 리버풀 캠퍼스에서 미술 프로그램을 듣기도 했는데 이 시기에 그는 《Songs of Pain》과 《More Songs of Pain》 앨범에 들어간 곡들을 녹음했다.

## 음악 경력

### 1980-90년대
텍사스의 오스틴으로 이주한 후 만나는 사람들에게 테이프를 나눠주는 그의 행동은 지역 언론 및 여러 사람들의 관심을 받게 된다. 공연에도 사람들이 꽤 많이 왔고 기대감도 높았다. 이렇게 지역에서 입지를 굳히면서 1985년 MTV의 커팅 엣지라는 프로그램에서 오스틴의 "뉴 신세리티" 음악계 인물로 소개되기도 했다.
1988년 존스턴은 뉴욕에 있는 제작자 마크 크레이머와 함께 노이즈 뉴욕 스튜디오에서 앨범 《1990》을 녹음했다. 십 수년간 집에서 카세트 테이프에 녹음해왔던 그로서는 첫 번째 전문적인 녹음 시설에서의 작업이었다. 한편 녹음 중에 그의 정신적 상태는 더욱 악화되었다. 1989년 존스턴은 가수 자드 페어(Jad Fair)와 그의 밴드 해프 재패니스(Half Japanese)와 콜라보로 만든 앨범 《It's Spooky》를 발매했다.
1990년 존스턴은 텍사스 오스틴에서 열린 뮤직 페스티벌에 참여하였다가 아버지가 모는 2인용 개인 비행기를 타고 웨스트 버지니아로 돌아오는 상공에서 자신이 유령 캐스퍼라며 극심한 정신 발작을 일으켰고 비행기 키를 뽑아 밖에 던져버렸다. 공군 조종사였던 아버지는 겨우 비행기를 불시착시킬 수 있었다. 비행기는 박살났지만 존스턴과 아버지는 경상 만을 입었다. 이 사건으로 인해 존스턴은 정신병원에 강제로 입원되었다.
음악 평론가인 에버렛 트루가 커트 코베인에게 선물로 준 다니엘 존스톤의 앨범 《Hi, How Are You》 커버 그림이 담긴 티셔츠를 코베인이 입고 다니면서 존스톤에 대한 관심이 증폭되었고 1993년 코베인이 자신의 저널에 존스톤의 앨범《Yip/Jump Music》이 자신이 가장 좋아하는 앨범 중 하나라고 하면서 아직 정신병원에 있는 존스톤과 음반 계약을 맺으려는 소동이 벌어졌다. 존스톤은 일렉트라 레코드와의 계약을 거부했는데 이 레이블의 간판 스타가 메탈리카이며 이들은 사탄의 무리들로 자신을 해칠거라 믿었기 때문이었다. 또 그러는 와중에 오랫동안 매니저로 함께 했던 제프 타타코프와 결별했다. 결국 1994년 그는 아틀란틱 레코드사와 계약했고 그해 9월 제작자 폴 레리와 함께 앨범 《Fun》을 발매했으나 상업적으로 실패했다. 1996년 6월, 아틀란틱은 그와의 계약을 해지했다.

텍사스 오스틴의 한 벽에 그려진 존스톤의 《Hi, How Are You》 앨범 커버에 있는 웃는 개구리 벽화

1993년 텍사스 오스틴에 있는 사운드 익스체인지 레코드 가게에서 존스톤에게 《Hi, How Are You》 앨범 커버에 있는 개구리 그림을 벽화로 그려달라는 부탁이 있었다. 2003년 레코드 가게가 문을 닫고 2004년 멕시칸 그릴 체인점인 바하에서 인수하여 벽화가 있는 벽을 부수려고 했을 때 주변에 살고 있던 이들이 체인점 매니저와 공사업자들을 설득하여 벽화가 남겨지게 되었다. 이후 2018년 이 건물에는 "Thai, How Are You"라는 태국 음식점이 들어섰다가 2020년 1월 문을 닫고 현재까지 비어 있는 상태다.

### 2000년대
2004년 존스턴은 두 장 짜리 CD 모음집인 《The Late Great Daniel Johnston: Discovered Covered》를 발매했다. 첫 번째 CD에는 여러 아티스트들이 리메이크한 그의 곡들로 채워졌고 두 번째 CD에는 존스톤의 원곡들이 담겨 있었다. 여기에 참여한 이들로는 톰 웨이츠, 벡, TV 온더 라디오, 자드 페어, 브라이트 아이스, 캘빈 존슨, 데스 캡 포 큐티, 스파클호스, 머큐리 레브, 플레이밍 립스, 스타라이트 민트 등이다. 2005년 텍사스의 극단인 인퍼널 브릿지룸 프로덕션에서 존스톤의 음악들로 만들어진 록오페라 <Speeding Motorcycle> 제작을 위해 MAP에서 펀드를 받았다.

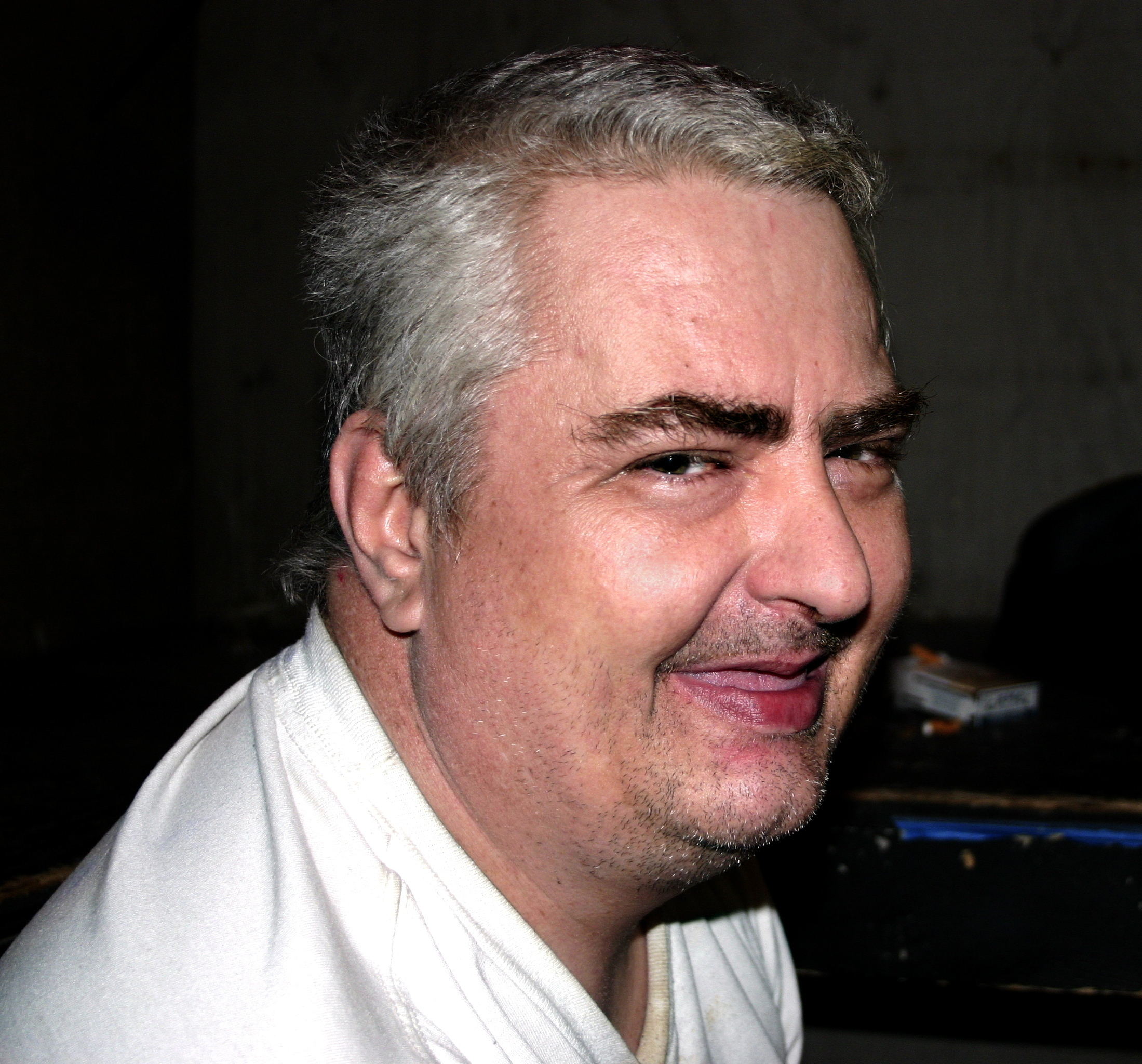
2006년 존스톤

2006년 제프 퓨어자이그는 존스톤에 관한 다큐멘터리 <The Devil and Daniel Johnston>을 출시했다. 이 영화를 제작하면서 존스톤이 녹음한 방대한 분량의 노래들을 분류하여 그의 삶과 음악을 잡아내는데 4년이 걸렸다. 이 다큐멘터리는 평단의 찬사를 받으며 2005년 선덴스 영화제에서 감독상을 받았다. 이 영화를 통해 존스턴의 작품들에 대한 관심이 더욱 커졌으며 투어 공연 스케줄도 늘어났다. 2006년에는 존스턴의 레이블 "이터널 잎 아이 뮤직"에서 그의 첫 번째 히트곡 모음집인 《Welcome to My World》가 출시되었다.
이후 몇 년간 다니엘 존스턴은 전세계에 걸친 투어를 벌이며 지속적인 미디어의 관심을 받았다. 그의 미술 작품들은 런던의 아쿠아리움 갤러리, 뉴욕의 클레멘타인 갤러리, 그리고 2006년과 2008년 리버풀 비엔날레와 2009년에는 캘리포니아 새크라멘토의 버지 갤러리에서 전시되었다. 그의 형제이자 매니저인 딕 존스턴은 그의 삶과 음악에 관한 영화가 2011년 잠정 개봉을 앞두고 마무리 단계라고 발표했다. 또한 컨버스 회사와 다니엘 존스턴 시그니처 시리즈 신발을 만들기로 했다고 밝혔다. 하지만 이후 컨버스 측에서 이 기획을 접었다고 한다. "순수한 예레미야"라고 이름붙은 앨범 커버의 개구리 그림이 2008년 초 한정판 피규어로 제작되어 네 가지 색상으로 출시되었고 그해 말에 어드저스터블 프로덕션에서 2007년 런던 이슬링톤에서 있었던 공연을 담은 다니엘 존스턴의 첫 번째 콘서트 DVD《The Angel and Daniel Johnston – Live at the Union Chapel》이 발매되었다.
2009년 10월 6일 이터넬 잎 아이 뮤직에서《Is and Always Was》  앨범을 출시했고 같은 해 매트 그뢰닝은 영국 마인헤드에서 2010년 5월 열리는 '올 투머로스 파티'에 존스톤을 초청하였다고 발표했다. 또한 같은 해 닥터 펀펀과 스매싱 스튜디오에서는 아이폰 'Hi, How Are You'라는 게임을 출시했다. 이 게임은 프로거 게임과 흡사한데 존스톤의 그림과 음악이 사용되었다. 존스톤은 아이폰에는 익숙하지 못했지만 앱 개발 시기에 게임을 해보고 좋아했다고 한다.

### 2010년도
2012년 3월 13일, 다니엘 존스턴은 첫 만화책 <Space Ducks – An Infinite Comic Book of Musical Greatness>를 SXSW에서 선보였으며 붐! 스튜디오에서 출판했다. 만화책은 《Space Ducks》 앨범과 iOS 앱과 연계되었다. 또한 스케이트보드와 의류 회사인 슈프림과 콜라보레이션으로 존스톤의 작품들이 들어간 다수의 콜렉션을 내놓기도 했다.
2012년 3월 1일 부루클린에서 활동하는 사진 작가 정 킴은 존스톤과 콜라보로 <DANIEL JOHNSTON: here>라는 사진집과 전시회에 대해 발표했다. 정 킴은 존스톤과 2008년 만나 텍사스 왈러에 있는 그의 집에서와 투어 중에 그의 사진을 찍기 시작했다. 5년 간의 기록을 담은 사진집은 2013년 3월 13일에 발매되었고 SXSW 페스티벌에서 가진 오프닝 전시회에는 존스톤과 함께 머큐리 레브의 제이슨 세바스찬 루소가 헌정 공연을 가졌다. 두 번째 전시회는 2013년 6월 영국 런던에서 역시 존스톤과 함께 영국 밴드 찰리 보이어와 클락손스의 스테판 할페린과 보이어가 특별 공연을 열었다. 같은 해 10월 10일에는 뉴욕에서의 첫 전시회를 열며 스피리추얼라이즈드의 제이슨 피어스가 사회를 맡았고 피어스와 스웰 시즌의 글렌 한사드, 더 프레임스가 함께 출연했다.
2015년 11월 존스턴의 삶을 다룬 단편 다큐멘터리 <Hi, How Are You Daniel Johnston?>가 출시되었다. 제작자로 라나 델 레이와 맥 밀러 등이 참여했다.
2017년 7월 존스턴은 앞으로 공연을 중단한다고 발표하며 마지막으로 5일간 공연을 가졌다. 각각의 공연에는 그의 음악에 영향을 받은 밴드들이 참여했는데 뉴 올리언즈에서는 프리저베이션 올스타스, 필라델피아에서는 디스트릭츠와 모던 베이스볼, 시카고에서는 제프 트위디, 마지막 공연인 포틀랜드와 밴쿠버에서는 빌트 투 스필이 함께 했다.</ref> Each stop on the tour featured Johnston backed by a group that had been influenced by his music: The Preservation All-Stars in New Orleans, The Districts and Modern Baseball in Philadelphia, Jeff Tweedy in Chicago, and Built to Spill for the final two dates in Portland and Vancouver.

## 사망
2019년 9월 11일 존스턴은 텍사스 왈러의 자택에서 심장마비로 보이는 사인으로 사망한 채 발견되었다. 존스턴은 알려지지 않은 콩팥의 문제로 입원했다가 죽기 전 날 퇴원했으며 밤 사이에 사망한 것으로 보인다.

## 음반
정규 앨범
- 《Songs of Pain》 (1981년)
- 《Don't Be Scared》 (1982년)
- 《The What of Whom》 (1982년)
- 《More Songs of Pain》 (1983년)
- 《Yip/Jump Music》 (1983년)
- 《Hi, How Are You》 (1983년)
- 《Retired Boxer》 (1984년)
- 《Respect》 (1985년)
- 《Continued Story with Texas Instruments》 (1985년) (with Texas Instruments)
- 《Merry Christmas》 (1988년)
- 《It's Spooky》 (1989년) (with Jad Fair)
- 《1990》 (1990년)
- 《Artistic Vice》 (1991년)
- 《Fun》 (1994년)
- 《Rejected Unknown》 (2001년)
- 《The Lucky Sperms: Somewhat Humorous》 (2001년) (with Jad Fair)
- 《Fear Yourself》 (2003년)
- 《Lost and Found》 (2006년)
- 《Is and Always Was》 (2009년)
- 《Beam Me Up!》 (2010년) (with Beam)
- 《Space Ducks》 (2012년)

}}